# 769 TCN
769 TCN là một năm trong lịch La Mã.